# Vim Kochhar
Vim Kochhar (Inde, 21 septembre 1936 - ) est un homme d'affaires canadien et un homme politique, qui a été nommé au Sénat du Canada le 29 janvier 2010 sous la recommandation de Stephen Harper. 
Né en Inde, il est diplômé en ingénierie de l'université du Texas. Il a émigré au Canada en 1967 et est devenu citoyen canadien en 1974. Il est le fondateur de Vimal Group of companies à Toronto. Il a aussi fondé la Canadian Foundation for Physically Disabled Persons qui supporte les athlètes en fauteuil roulant.